# Ставраков, Захар Христофорович
Захар Христофорович Ставраков (ок. 1780 — после 1832) — генерал-майор Русской императорской армии.
Его брат, Семён Христофорович Ставраков.

## Биография
Службу начал в 1799 году и почти 20 лет прослужил в 7-м егерском полку.
С 6 октября 1817 года — полковник, с 3 июня 1825 года — генерал-майор.
С 1 июня 1815 года до 3 июня 1825 года командовал Курским пехотным полком; также с 6 ноября 1819 года по 10 декабря 1819 года командовал 1-й бригадой 24-й пехотной дивизии.

## Награды
- орден Св. Владимира 4-й ст. (26.12.1811)
- золотая шпага «За храбрость» (15.02.1813)
- орден Св. Анны 2-й ст. (14.06.1813)
- орден Св. Георгия 4-й ст. (12.12.1824; за выслугу)